# Десятинная церковь
Десяти́нная церковь Пресвятой Богородицы — первый каменный православный храм на Руси, воздвигнутый Владимиром Святославичем в 989—996 годах в киевском детинце (Старокиевская гора).

## Этимология
Десятинная церковь названа так, потому что на её содержание шла десятина княжеских доходов. Святой князь Владимир при закладке краеугольного камня в присутствии митрополита Леонтия, епископов греческих и русских, бояр и бесчисленного народа изрёк: «Даю церкви сей святой Богородицы от именья моего и от град моих десятую часть».

## Первый храм (996—1240)
По данным археологических раскопок, на Старокиевской горе в X веке существовал большой языческий могильник. Вблизи фундаментов Десятинной церкви обнаружено скопление хорошо сохранившихся богатых камерных захоронений, принадлежавших скандинавской элите. По мнению К. А. Михайлова, это мог быть погребальный участок членов рода Рюриковичей, умерших до крещения Руси. Их символическим приобщением в христианству может объясняться выбор места для постройки церкви и хорошая сохранность погребений.
Согласно «Повести временных лет», на месте храма располагался двор первых русских христиан Феодора Варяга и его сына Иоанна, где они были убиты язычниками.
Начало строительства Десятинной церкви на Старокиевской горе относят к 989 году, о чём в летописи сообщалось:

В лѣто 6497 … Володимѣръ помысли созьдати цьркъвь Пресвѧтыѩ Богородицѧ и посълавъ преведе мастеры отъ Грькъ.
— «Повесть временных лет»
В иных летописных списках годом заложения церкви называют также 990 и 991 годы. Строилась русскими и греческими зодчими 6 лет в качестве кафедрального собора неподалёку от княжеского терема — каменного северо-восточного дворцового здания, раскопанная часть которого находится на расстоянии 60 метров от фундаментов Десятинной церкви. Располагалась у древней вечевой и торговой площади Бабин торжок, название которой, вероятно, связано с медными женскими статуями, привезёнными из Херсонеса и установленными перед Десятинной церковью. Неподалёку археологами найдены остатки здания, считающегося домом церковного причта, построенным одновременно с церковью (ранее отождествлялось с так называемым теремом Ольги). На двух плинфах конца X века, которые нашли при раскопках заполнения рва близ северо-западного угла Десятинной церкви, есть по две буквы, выцарапанные на ещё сырой плинфе по их нижней поверхности. Из букв составляется слог «ЩИ». Надпись могла означать либо первый слог слова «считай», либо быть цифрой 708. На другой плинфе сохранился отпечаток ножки маленького киевлянина. На плинфах из раскопок В. В. Хвойки 1907—1908 годов обнаружены трезубцы Владимира Святославича. На актовой вислой свинцовой печати из раскопок Д. В. Милеева 1912 года обнаружено изображение двузубца и буквы «СТЛА» (Святослав?). Д. Д. Ёлшиным на плинфе обнаружен знак, похожий на трикветр.
Церковь освящалась дважды: первый раз по завершении строительства, второй раз — митрополитом Феопемптом в 1039 году при Ярославе Мудром.
Князь Владимир Святославич, правивший в то время, выделил на поддержание церкви и митрополии десятую часть своих доходов — десятину, откуда и пошло её название. На время своего строительства она была наибольшим киевским храмом. В летописях сообщалось, что Десятинную церковь украшали иконы, кресты и драгоценные сосуды из Корсуня. В украшении интерьера обильно использовался мрамор, за что современники также называли храм «мраморным». Перед западным входом Ефимовым были обнаружены остатки двух пилонов, предположительно служивших постаментами для бронзовых коней, привезенных из Херсонеса. Первым настоятелем церкви был один из «корсунских попов» Владимира — Анастас Корсунянин, которому, согласно летописи, в 996 году князь Владимир поручил сбор церковной десятины.
Некоторые учёные считают, что церковь имела посвящение празднику Успения Пресвятой Богородицы. В ней хранились мощи священномученика Климента, папы Римского, утопленного в Корсуни. В Десятинной церкви находилась княжеская усыпальница, где похоронили христианскую супругу Владимира — византийскую царевну Анну, умершую в 1011 году, а затем и самого Владимира, умершего в 1015 году. Также сюда перенесли из Вышгорода останки княгини Ольги. В 1044 году Ярослав Мудрый похоронил в Десятинной церкви посмертно «крещённых» братьев Владимира — Ярополка и Олега Древлянского. Во время нашествия монголов княжеские мощи были спрятаны. По преданию, Пётр Могила их отыскал, но в XVIII веке останки вновь исчезли. 3 октября 1078 года в Десятинной церкви был торжественно похоронен убитый в бою князь Изяслав Ярославич. Когда тело его, по старинному обычаю, везли в санях «изиде противу ему весь городъ Кыевъ… и не бе лзе слышати пенья во плачи и велице вопли, плака бо ся по немъ весь градъ Кыевъ… И принесше положиша тело его в церкви святыя Богородица, вложивъше и в раку мраморяну». В 1093 году в Десятинной церкви был похоронен князь Ростислав Мстиславич. Находка в Десятинной церкви подлинного погребения XI века в деревянном саркофаге с нижней частью железного меча в деревянных ножнах с серебряным наконечником, украшенным в верхней части гравированным орнаментом, стала подтверждением того, что не только в Новгородской земле, но и в самом Киеве христианские погребения в храмах сохраняли тогда ряд пережитков старого курганного погребального обряда. Скелет был ориентирован головой на юго-запад.
В первой трети XII века церковь перенесла неупомянутый в летописи значительный ремонт. В это время был полностью перестроен юго-западный угол храма, перед западным фасадом появился мощный пилон, подпирающий стену. Эти меры, вероятнее всего, представляли собой восстановление храма после частичного обрушения вследствие землетрясения.
В 1169 году церковь разграбили войска князя Мстислава Андреевича, сына Андрея Боголюбского, в 1203 году — войска Рюрика Ростиславича. В 1240 году орды хана Батыя, взяв Киев, разрушили Десятинную церковь — последний оплот киевлян. По преданию, Десятинная церковь рухнула под тяжестью забравшихся на своды местных жителей, пытавшихся спастись от монголов, однако Ю. С. Асеевым высказывалось предположение, что здание рухнуло после применения осаждающими стенобитных орудий. Причиной обрушения могло стать и аварийное состояние, в котором Десятинная церковь пребывала после крупного землетрясения 1230 года.

### Второе освящение
Причины повторного освящения, проведённого митрополитом Феопемптом в 1039 году, доподлинно неизвестны. В XIX веке высказывались предположения, что после пожара в Киеве в 1017 году церковь претерпела значительную перестройку. Некоторые современные историки оспаривают их, считая это недостаточной причиной. М. Ф. Мурьянов полагал, что основанием второго освящения мог послужить еретический или языческий акт, но более достоверной причиной в настоящее время считают установление празднования ежегодного обновления храма, характерного для византийской традиции и включавшего обряд освящения (эта версия была предложена А. Е. Мусиным). Существует и иное мнение, что повторное освящение могло быть вызвано несоблюдением византийских канонов во время первого освящения. По другой версии, до 1037 года Киевская митрополия подчинялась Охридской кафедре, а не Константинопольской Цареградской патриархии, но к 1037 году положение изменилось, византийцы укрепили свои позиции в Киевской Руси. И раз митрополит Феопемпт немедленно взялся за переосвящение Десятинной церкви, то, скорее всего, к 1037 году в Царьграде считали христиан, освятивших в 995 году Десятинную церковь, еретиками. Начиная со времени появления в Киеве митрополита Феопемпта, Церковь Руси в течение всего домонгольского периода возглавляли почти исключительно греки, поставляемые на Киевскую кафедру Константинопольскими патриархами.

## Реконструкции

### Второй храм (1630-е — 1828)
По инициативе митрополита Петра Могилы в 1630-х годах над юго-западным углом древнего храма была построена небольшая церковь во имя Рождества Пресвятой Богородицы в память об утраченной святыне, в которой была выставлена одна из древнейших икон с образом св. Николая, по преданию, привезённая Владимиром из Корсуня.

### Третий храм (1842—1928)
В 1824 году митрополит Евгений (Болховитинов) поручил расчистить фундамент Десятинной церкви. Киевским археологом-любителем К. А. Лохвицким, а затем петербургским архитектором Н. Е. Ефимовым был впервые открыт план фундаментов, найдены остатки мраморов, мозаик, фресок. 2 августа 1828 года освятили начало строительства новой церкви, которое доверили другому петербургскому архитектору Василию Стасову. Храм был построен в русско-византийском стиле и не повторял первоначальной архитектуры древней Десятинной церкви. В ходе строительства была полностью разобрана церковь митрополита Петра Могилы XVII века, а также около половины сохранившихся к тому моменту фундаментов храма X века. Строительство храма обошлось в 100 тысяч золотых рублей. Иконостас составили из копий икон иконостаса Казанского собора в Петербурге, созданных художником Боровиковским. 15 июля 1842 года новую Десятинную церковь Успения Богородицы освятили митрополит Киевский Филарет, архиепископ Житомирский Никанор и епископ Смоленский Иосиф.
В 1908—1911 годах фундаменты оригинальной Десятинной церкви (там, где они не были повреждены стасовским зданием), были раскопаны и исследованы. Остатки фундамента были изучены лишь в 1938—1939 годах после окончательного сноса новой церкви.
При советской власти, в 1928 году, третья Десятинная церковь, как и множество других памятников культуры и искусства, была снесена, а в 1936 году её остатки окончательно разобрали на кирпичи.
26 ноября 1996 года Национальный банк Украины ввёл в оборот две юбилейные монеты «Десятинная церковь» (из серебра и из медно-никелевого сплава), посвящённые тысячелетию возведения Десятинной церкви в Киеве.

### Планы строительства нового храма
Археологические исследования показали, что план строительства храма значительно менялся еще во время самой постройки. На сегодняшний день существует более 20 научных проектов по воссозданию церкви. В 2012 году в Киеве создан Музей истории Десятинной церкви.

## Археологические исследования

### Исследования Петра Могилы
Первые раскопки руин храма были проведены в 1635 году по инициативе митрополита Петра Могилы. При раскопках в руинах были обнаружены саркофаги, по мнению Петра Могилы, принадлежавшие князю Владимиру и его супруге Анне. Княжеский череп захоронили в храме Спаса на Берестове, потом перенесли в Успенский собор Киево-Печерской лавры. Другие останки были захоронены в Софийском соборе. В своём завещании Пётр Могила оставил тысячу золотых на восстановление Десятинной церкви.

### Первая половина XX века
В 1908—1914 годах член Императорской археологической комиссии Д. В. Милеев провёл раскопки вокруг храма постройки 1828—1842 гг., вновь открыв остатки восточной, апсидной части древнего храма, а также обнаружив остатки фундаментов двух больших гражданских построек конца X века поблизости от стен храма. Материалы раскопок начала XX века не были полностью опубликованы.
В 1938—1939 годах научная группа Института истории материальной культуры АН СССР под руководством М. К. Каргера провела фундаментальные исследования остатков Десятинной церкви. Во время раскопок снова были найдены фрагменты фрескового и мозаичного украшения древнего храма, каменные гробницы, остатки фундаментов и т. д. Кроме Десятинной церкви были найдены руины княжеских палат и боярских жилищ, а также мастерские ремесленников и многочисленные захоронения IX—X века. Археологические находки хранятся в заповеднике «Софийский собор», Национальном музее истории Украины, Государственном Эрмитаже.

### Раскопки 2005—2010 годов
3 февраля 2005 года президент Украины Виктор Ющенко подписал указ о проведении археологических исследований Десятинной церкви. В 2005—2010 годах под руководством Г. Ю. Ивакина (Институт археологии НАН Украины) фундаменты Десятинной церкви были исследованы вновь. Были доследованы ранее не раскопанные участки, составлен уточнённый план остатков фундаментов, определены этапы их возведения, собрана значительная коллекция фрагментов фресок и строительных деталей. В 2012 году был создан Музей истории Десятинной церкви.

### Архитектура Десятинной церкви
Сохранившиеся под землёй фундаменты первоначальной Десятинной церкви свидетельствуют о том, что архитектура её центрального ядра может быть отнесена к типу крестово-купольных храмов на четырёх опорах, классической архитектурной модели византийского искусства после иконоборческой эпохи. Детали объёмно-пространственного решения церкви на основе археологических данных не могут быть восстановлены, и существуют две равноправные версии реконструкции: в виде центричного храма, подобно Софии Киевской (Г. Н. Логвин), и в виде храма с продольно-осевой композицией, подобно Спасо-Преображенскому собору в Чернигове (Н. В. Холостенко, А. И. Комеч). Типологическая схема, особенности кирпичной кладки, выполненной в технике с утопленным рядом, техника мозаичных полов, элементы резного мраморного декора, греческие клейма на некоторых кирпичах однозначно говорят о происхождении мастеров из Константинополя. Вместе с тем, наличие кириллических граффити на отдельных кирпичах из первоначальных кладок, а также мощение некоторых участков храма поливными керамическими плитками свидетельствует об участии в строительстве южных славян (болгар).